# Walter Winter
Walter Stanoski Winter (* 19. Juni 1919, in Wittmund; † 19. November 2012 in Hamburg) war ein deutscher Sinto, Überlebender des Porajmos und Zeitzeuge. Der Schausteller überlebte die Deportation in das „Zigeunerlager Auschwitz“ sowie die Konzentrationslager in Ravensbrück und Sachsenhausen. Kurz vor der Befreiung wurde Winter Zwangssoldat in der SS-Sondereinheit Dirlewanger.

## Leben
Er besuchte ab 1926 zunächst in Wittmund, dann in Oldenburg, wo die Familie ein Haus erworben hatte, die Schule.
Mit Beginn der Zeit des Nationalsozialismus wurde für Walter Winter und seine Familie der durch die NSDAP initiierte Terror zunehmend spürbar. In seinen Autobiographien schildert er mehrere Erlebnisse, etwa Konfrontationen mit SA-Leuten und anderen Parteimitgliedern bei einem Tanzwettbewerb oder beim Fußballspielen, aus denen er sich nur durch persönliche Beziehungen und Schnelligkeit retten konnte. Auch berichtet er von Verhaftungen von Kommunisten. Der mobile Handel und Pferdehandel, von dem die Familie bis zu diesem Zeitpunkt lebte, ging zunehmend schlechter. Die Kunden weigerten sich, bei „Zigeunern“ zu kaufen. Die Familie erwarb daher eine Schießbude, mit der sie bei Jahrmärkten, wie etwa dem Stoppelmarkt in Vechta, und Schützenfesten Geld verdiente. Die neue Erwerbsgrundlage bot die Möglichkeit, unauffälliger zu leben. Den Vorschlag eines befreundeten Juden und langjährigen Geschäftspartners, vermutlich 1936 gemeinsam ins Exil zu gehen, schlug der Vater aus.
Winter beschreibt die Veränderungen in den ersten Jahren des NS-Regimes:

„Wir waren fast immer die einzigen Sinti unter den Schaustellern, und lange spielte das auch gar keine Rolle, aber je stärker die Nazis wurden, je mehr von den Schaustellern in die Partei eintraten, desto mehr bekamen wir die Ablehnung zu spüren. Auf den Märkten sah man plötzlich Männer mit Ledermantel und Hut, die alles kontrollierten, sie kamen immer wieder an unseren Stand, manchmal standen sie stundenlang auf der anderen Seite und beobachteten uns. Diese Leute von der Gestapo und der Kriminalpolizei ließen sich wiederholt unsere Ausweise und Papiere zeigen. Einmal haben sie meine Eltern auf die Wache mitgenommen. Sie wurden dort von allen Seiten fotografiert und Fingerabdrücke wurden genommen. Ein paar Tage später haben sie uns Kinder geholt. Auch wir wurden wie Schwerverbrecher fotografiert und registriert.“

1939 kaufte die Familie ein kleines Haus im Landkreis Cloppenburg, um nicht als im Wohnwagen lebende Sinti aufzufallen. Winter beschreibt in seinen Erinnerungen, dass seinen Eltern das Haus vor Einzug bereits von den Nazis weggenommen wurde.
1938 wurde Winter zum Reichsarbeitsdienst (RAD) eingezogen und, im Gegensatz zu den anderen jungen Männern, als „Zigeuner“ nicht befördert. Einsatzort war ein Flugplatz. 1939 wurden die Autos der Familie beschlagnahmt. Mit dem Ende 1939 in Kraft tretenden „Festsetzungserlass“ wurde die Familie mit ihren Wagen in einer Sandkuhle „festgeschrieben“. Weitere auf privaten Stellplätzen lebende Sinti aus der Umgebung von Cloppenburg wurden in die Sandkuhle überführt. Ob es sich dabei um des von der Stiftung „Erinnerung, Verantwortung und Zukunft“ anerkannte Lager für Sinti und Roma Cloppenburg handelt, ist unklar.
Sein Dienst beim RAD endete bei Beginn des Zweiten Weltkrieges mit dem Wechsel zur Wehrmacht. Am 1. Januar 1940 wurde er zum Militärdienst eingezogen. Er erhielt eine Ausbildung an einem Luftabwehrgeschütz in Wilhelmshaven. Der erste Luftangriff auf Wilhelmshaven erfolgte bereits am 4. September 1939. 1942 wurde er aus der Wehrmacht entlassen, da er „nicht zu verwenden“ sei. Er kehrte im April 1942 nach Oldenburg zurück. Vier Wochen später wurde auch sein Bruder Erich aus der Wehrmacht entlassen. Nach seiner Entlassung aus der Wehrmacht wurde er als Fahrer bei der Firma des Ortsgruppenleiters der NSDAP in Damme zwangsverpflichtet.
1943 heiratete Winter Bluma Schubert.
Der Deportationszug, in dem Walter Winter und seine Familie ins Zigeunerlager Auschwitz transportiert wurden, erreichte Mitte März das Lager. Er wurde mit Datum vom 14. März 1943 mit der Nummer Z 3105 registriert. Der Zug war am 11. März 1943 in Hamburg über Hannover angekommen und umfasste mindestens 328 Roma. Winters Familie wurde dem Block 18 zugewiesen.

„Im Frühjahr 1943 haben wir die ersten Wochen den ganzen Tag im gesperrten Block gesessen. Und wenn der Wind aus der Richtung der Krematorien kam, konnten wir es nicht aushalten vor Gestank. Aus den Schornsteinen kamen sechs, sieben Meter hohe Flammen heraus. (…) Als wir nun nach vier Wochen aus den Blocks gelassen wurden, wie die ersten Arbeitskommandos aus dem Zigeunerlager heraus sollten, haben wir die Transporte gesehen. Ununterbrochen reingefahren, ausgeladen, rausgefahren. Der nächste Transport, Tag und Nacht“

Er wurde Blockschreiber. Im August 1944 wurde er mit seiner schwangeren Frau in das KZ Ravensbrück und später in das Konzentrationslager Sachsenhausen in Oranienburg verbracht. Seine Frau starb in Ravensbrück im Februar 1945.
Kurz vor der Befreiung am 13. April 1945 wurde Winter Zwangssoldat bei Cottbus in der SS-Sondereinheit Dirlewanger. Am 5. Mai 1945 gelang es ihm, sich nach Berlin abzusetzen.

## Bürgerrechtsarbeit und Auszeichnung mit dem Bundesverdienstkreuz
Ostern 1980 führte eine Gruppe Sinti einen weltweit beachteten Hungerstreik im KZ Dachau durch. Winter wurde durch die Zeitung darauf aufmerksam.
Winter wird in der Folgezeit als Zeitzeuge aktiv. Er lässt sich für das Projekt „Aufarbeitung der Verfolgungsgeschichte von Sinti und Roma in Konzentrationslagern, Lagern, Ghettos, die sich auf dem Territorium des Landes Niedersachsen befanden“ (1991 bis 1995) des Niedersächsischen Verbandes Deutscher Sinti e. V. in Verbindung mit der Universität Hannover interviewen.
1999 erscheint seine erste, von Thomas W. Neumann und Michael Zimmermann herausgegebene Biographie: „WinterZeit. Erinnerungen eines deutschen Sinto, der Auschwitz überlebt hat“. Die englische Übersetzung folgt 2004. 2009 erscheint seine zweite, von Karin Guth bearbeitete Biographie: „Z 3105. Der Sinto Walter Winter überlebt den Holocaust“.
Hamburgs Sozialsenator Dietrich Wersich überreichte ihm am 15. Juli 2008 das Bundesverdienstkreuz 1. Klasse, da Walter Winter sich „seit Jahren konsequent dafür ein[setzt], dass die Verbrechen der Nazis auch heute, mehr als 60 Jahre nach dem Geschehen, immer wieder ins Bewusstsein gerückt werden. Damit trägt er engagiert dazu bei, neonazistischen Entwicklungen entgegenzuwirken“.

## Biographie
- Walter Stanoski Winter. Hrsg. von Thomas W. Neumann und Michael Zimmermann: WinterZeit. Erinnerungen eines deutschen Sinto, der Auschwitz überlebt hat. Hamburg 1999, ISBN 978-3-87916-050-1. (engl. WinterTime: memoirs of a German Sinto who survived Auschwitz. Übersetzt und Vorwort von Struan Robertson. Hatfield, Hertfordshire 2004)
- Karin Guth: Z 3105. Der Sinto Walter Winter überlebt den Holocaust, VSA-Verlag Hamburg, 2009, ISBN 978-3-89965-337-3.